# Ricartus edwardsi
Ricartus edwardsi (лат.) — ископаемый вид сетчатокрылых насекомых из семейства аскалафов (Ascalaphidae). Обнаружены в миоценовых отложениях Европы. Франция.
Размер переднего крыла 30,0×25,0 мм.
Вместе с другими ископаемыми видами аскалафов, такими как Ululodes paleonesia, Ascaloptynx oligocenicus, Borgia proavus, Neadelphus protae, Prosuhpalacsa biamoensis, Mesascalaphus yangi и Amoea electrodominicana, являются одними из древнейших представителей Ascalaphidae, что было показано в ходе последней ревизии палеофауны группы в 2007 году американскими палеоэнтомологами Майклом Энджелом (Engel M.) и Дэвидом Гримальди (Grimaldi D. A.).